# 高松伸

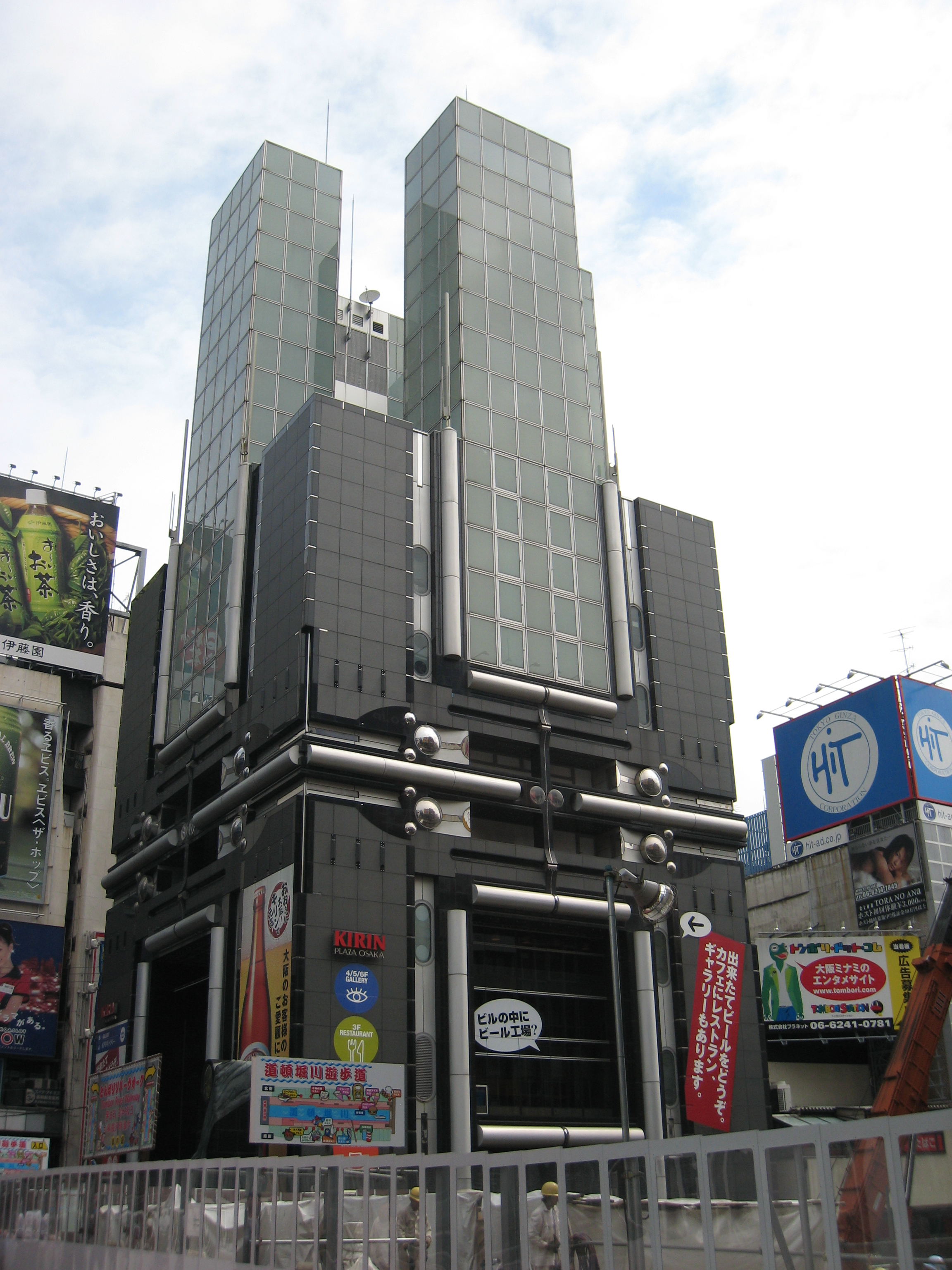
キリンプラザ大阪

高松 伸（たかまつ しん、1948年8月5日 - ）は、日本の建築家。
京都大学名誉教授。工学博士。一級建築士。株式会社高松伸建築設計事務所代表取締役。日本建築学会会員、アメリカ建築家協会名誉会員 (AIA)、ドイツ建築家協会 (BDA) 名誉会員、王立英国建築家協会会員 (RIBA)。

## 経歴
島根県出身。1984年、「織陣Ⅰ」にて日本建築家協会新人賞を受賞し建築家としてデビューを飾る。1989年、40才にして日本建築界最高の栄誉であるところの日本建築学会賞を「キリンプラザ大阪」にて受賞。その後、芸術選奨文部大臣賞、国土庁長官賞、BCS賞（建築業協会賞）、公共建築賞など数々の賞を受賞する。「天津博物館」、「ドイツ・ドュースブルグ市駅前再開発」などの国際設計競技にて最優秀賞を獲得するなど、海外でも活躍。
また、独自の建築論を展開し、著述家としても有名。主な著書に、陽のかたち（筑摩書房）、王国（青幻舎）、夢のまにまに夢を見る（TOTO出版）、もうひとつの家（インデックスコミュニケーションズ）などがある。
1997年、母校である京都大学大学院工学研究科建築学専攻教授に就任、2013年に退官するまで16年間に渡って後進の指導に努めた。

## 略歴
- 1948年 島根県仁摩町（現大田市）生まれ
- 1967年 島根県立大田高等学校卒業
- 1971年 京都大学工学部建築学科卒業
- 1971〜75年 川崎清環境建築研究所
- 1980年
  - 同大学院博士課程修了
  - 高松伸建築設計事務所設立
- 1997年 京都大学大学院工学研究科教授
- 2013年 京都大学名誉教授、株式会社高松伸建築設計事務所代表取締役

## 受賞歴
- 1984年 日本建築家協会新人賞
- 1985年 ヴェネツィア・ビエンナーレ入賞
- 1987年 国際インテリアデザイン入賞
- 1989年 日本建築学会賞作品賞（キリンプラザ大阪）
- 1996年 芸術選奨文部大臣賞（植田正治写真美術館）

その他、多くの受賞がある。

## 設計手法
高松の作風は、1990年頃に大きく変わる。
前期：1980年代 - 1990年頃。時代はポストモダンと呼ばれるデザインが主流となるが、バブル景気と重なり、何でもありの風潮となり、ポストモダンはほとんど定義不可能となった。高松もそうしたポストモダンの建築家の一人と、世間的には認識された。完全な左右対称・硬質で要素過多の造形・機械的な形態・オモチャがそのまま大きくなったようなスケール感の撹乱。こうした形態要素を非日常的に組み立てることによって住宅や中小規模の商業建築を作り、その特殊な形態は市民の耳目を集めた。
後期：1990年頃以降。受注する建物の規模が大きくなるにつれ、高松の設計手法は大きく変わった。前期の手法はすべて葬り去られ、代わりに大きなガラスの箱・時には内部化された外部・特殊なサッシ割りなどがそれに変わる。この変化はスケールの拡大に対する賢明で柔軟な対応であるという評価もあるが、前期に存在した独特の魅力が失われてしまったという声もある。

## 作品

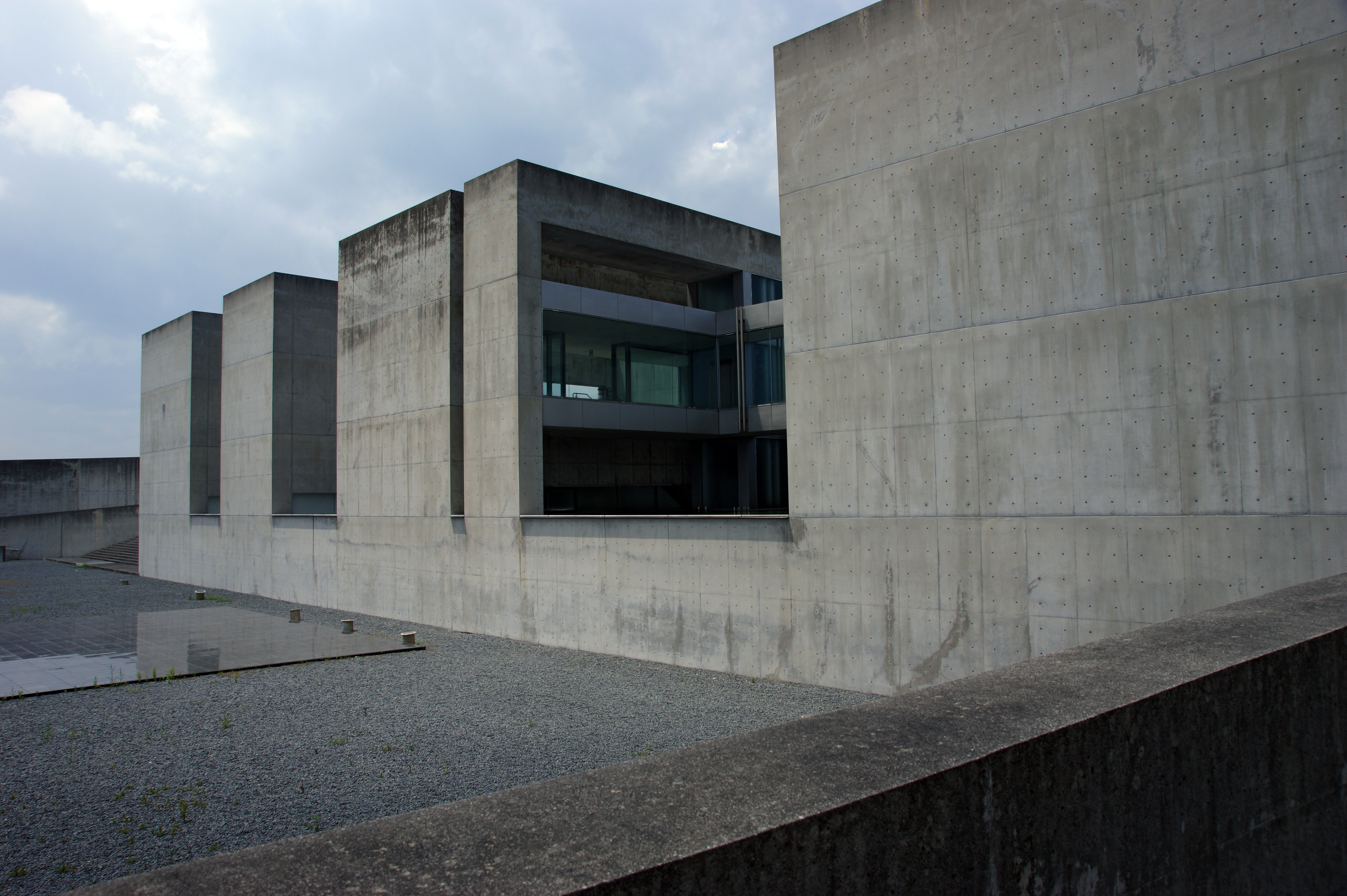
植田正治写真美術館

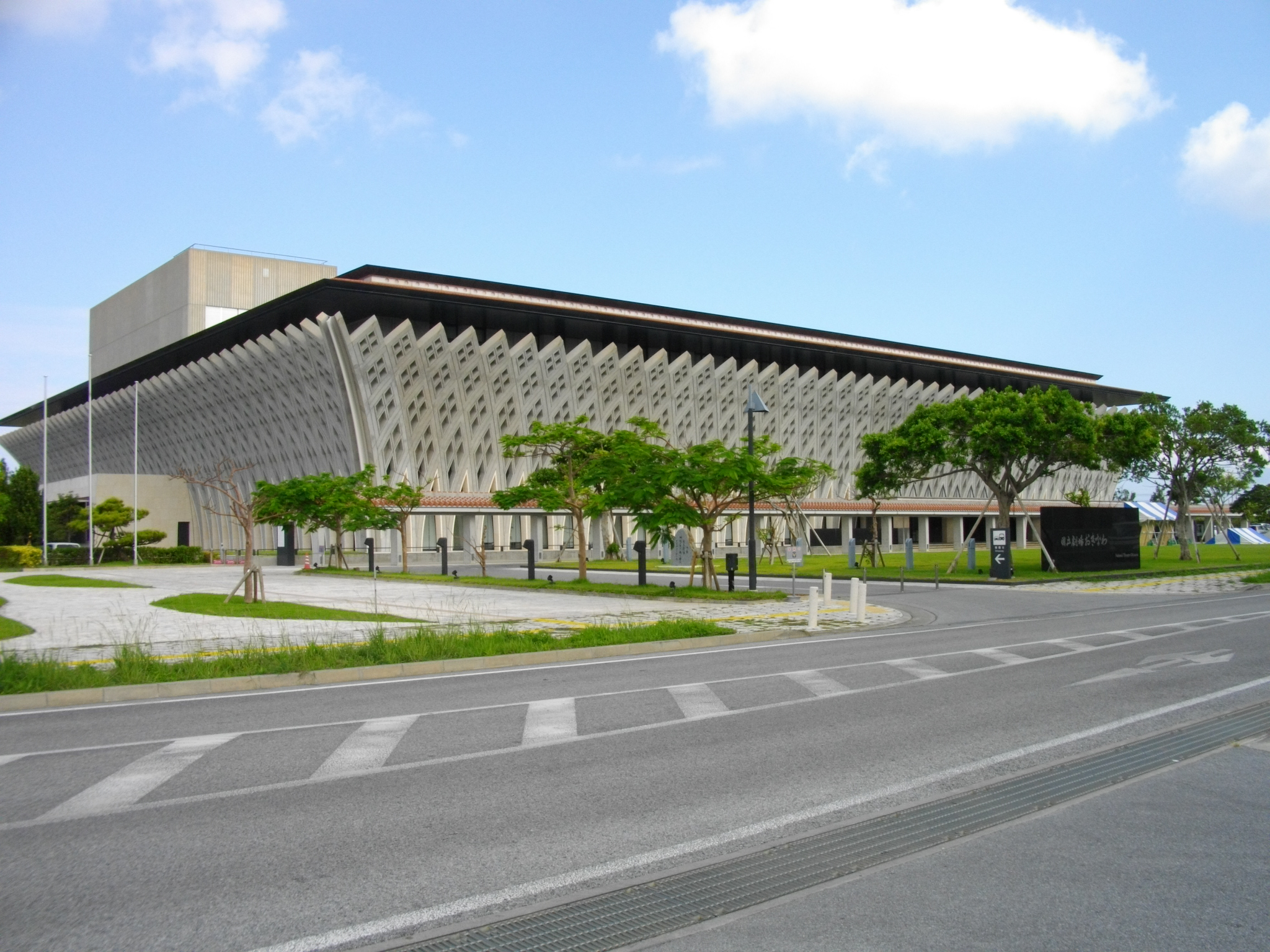
国立劇場おきなわ

| 名称                                      | 年   | 所在地             | 国     | 備考     |
| ----------------------------------------- | ---- | ------------------ | ------ | -------- |
| 駒杵邸                                    | 1977 | 兵庫県宝塚市       | 日本   |          |
| 城戸医院                                  | 1978 | 京都市北区         | 日本   | 現存せず |
| 山本アトリエ                              | 1978 | 京都市西京区       | 日本   | 現存せず |
| 湖北電気第二社屋                          | 1978 | 京都市下京区       | 日本   |          |
| 二村染工場社屋                            | 1979 | 京都市右京区       | 日本   | 現存せず |
| 山口写真館                                | 1980 | 京都府城陽市       | 日本   |          |
| 佐々木製菓                                | 1978 | 京都市左京区       | 日本   |          |
| 織陣Ⅰ                                     | 1981 | 京都市上京区       | 日本   | 現存せず |
| 修学院の家Ⅰ                               | 1981 | 京都市左京区       | 日本   |          |
| 下鴨の家                                  | 1982 | 京都市左京区       | 日本   |          |
| 西福寺                                    | 1982 | 岐阜県可児市       | 日本   |          |
| 宮原邸                                    | 1982 | 京都市上京区       | 日本   |          |
| 先斗町のお茶屋                            | 1982 | 京都市中京区       | 日本   |          |
| 織陣Ⅱ                                     | 1982 | 京都市上京区       | 日本   | 現存せず |
| 寺田の家                                  | 1983 | 京都府城陽市       | 日本   |          |
| ARK 仁科歯科医院                          | 1983 | 京都市伏見区       | 日本   |          |
| 水道局員の家                              | 1983 | 大阪市東住吉区     | 日本   |          |
| PHARAOH                                   | 1984 | 京都市南区         | 日本   |          |
| GARDEN                                    | 1984 | 京都市中京区       | 日本   |          |
| 京都伝統工芸博テーマ館                    | 1984 | 京都市南区         | 日本   | 現存せず |
| DANCE HALL                                | 1984 | 愛知県名古屋市中区 | 日本   |          |
| 修学院の家Ⅱ                               | 1985 | 京都市左京区       | 日本   |          |
| WEEK                                      | 1986 | 京都市北区         | 日本   | 現存せず |
| 小倉フラッツ                              | 1986 | 京都府宇治市       | 日本   |          |
| 宮田邸                                    | 1986 | 京都市北区         | 日本   |          |
| 松井邸                                    | 1986 | 京都市北区         | 日本   |          |
| ZACH                                      | 1986 | 京都市北区         | 日本   |          |
| MON                                       | 1986 | 京都市北区         | 日本   |          |
| SCHOOL                                    | 1986 | 愛知県名古屋市中区 | 日本   |          |
| 織陣Ⅲ                                     | 1986 | 京都市上京区       | 日本   | 現存せず |
| 鰻谷Ining'23                              | 1987 | 大阪市中央区       | 日本   |          |
| GAZON-E                                   | 1987 | 滋賀県守山市       | 日本   |          |
| タケツーCUBEⅡ                             | 1987 | 兵庫県尼崎市       | 日本   |          |
| タケツーCUBEⅢ                             | 1987 | 兵庫県尼崎市       | 日本   |          |
| '87世界古城博覧会会場                     | 1987 | 滋賀県彦根市       | 日本   | 現存せず |
| 丸東祇園ビル                              | 1987 | 京都市東山区       | 日本   |          |
| MK石油東五条給油所                        | 1987 | 京都市山科区       | 日本   |          |
| キリンプラザ大阪                          | 1987 | 大阪市中央区       | 日本   | 現存せず |
| 北山Ining'23                              | 1987 | 京都市左京区       | 日本   |          |
| ORPHE                                     | 1987 | 愛知県西尾市       | 日本   |          |
| 淀屋橋今西ビル3                           | 1987 | 大阪市中央区       | 日本   |          |
| AUBERGE                                   | 1987 | 京都市右京区       | 日本   |          |
| TATOO                                     | 1989 | 北海道札幌市       | 日本   |          |
| STATION MK                                | 1989 | 京都市東山区       | 日本   |          |
| いちごや本館                              | 1989 | 東京都調布市       | 日本   | 現存せず |
| SYNTAX                                    | 1990 | 京都市左京区       | 日本   | 現存せず |
| 元赤坂今西ビル                            | 1991 | 東京都港区         | 日本   |          |
| 仁摩サンドミュージアム                    | 1991 | 島根県大田市       | 日本   |          |
| アーステクチャー サブ・ワン               | 1991 | 東京都渋谷区       | 日本   |          |
| 上野グリーンクラブ                        | 1992 | 東京都台東区       | 日本   |          |
| オクタゴン                                | 1992 | 東京都渋谷区       | 日本   |          |
| 島根県立産業交流会館                      | 1993 | 島根県松江市       | 日本   |          |
| クェーサー                                | 1995 | ベルリン           | ドイツ |          |
| 植田正治写真美術館                        | 1995 | 鳥取県伯耆町       | 日本   |          |
| キリン本社ビル                            | 1995 | 東京都中央区       | 日本   | 現存せず |
| 長崎港旅客ターミナル                      | 1995 | 長崎県長崎市       | 日本   |          |
| 美保関海の学苑ふるさと創生館 メテオプラザ | 1995 | 島根県松江市       | 日本   |          |
| 浜田市世界こども美術館                    | 1996 | 島根県浜田市       | 日本   |          |
| みなとさかい交流館                        | 1997 | 鳥取県境港市       | 日本   |          |
| 能勢妙見山 星嶺                           | 1998 | 兵庫県川西市       | 日本   |          |
| 東本願寺参拝接待所                        | 1998 | 京都市下京区       | 日本   |          |
| ワコール本社ビル                          | 1998 | 京都市南区         | 日本   |          |
| ブラックパール                            | 2002 | 台北               | 台湾   |          |
| 国立劇場おきなわ                          | 2003 | 沖縄県浦添市       | 日本   |          |
| 天津博物館                                | 2004 | 天津               | 中国   |          |
| なんばヒップス                            | 2007 | 大阪市中央区       | 日本   |          |
| 高雄地下鉄美麗島駅                        | 2008 | 高雄               | 台湾   |          |
| 丸美産業本社屋                            | 2008 | 愛知県名古屋市     | 日本   |          |
| 四天王寺学園小学校                        | 2009 | 大阪府藤井寺市     | 日本   |          |
| 同志社国際学院                            | 2011 | 京都府木津川市     | 日本   |          |
| 南台科技大学 生活機能館                   | 2016 | 台南               | 台湾   |          |

## 著書
- 「Works高松伸―The architectual of Shin」（グラフィック社） 1984/04
- 「僕は、時計職人のように―ことばとスケッチ」（住まいの図書館出版局）1987/06 ISBN 4-7952-0802-6
- 「陽のかたち」（筑摩書房）1995/03 ISBN 4-480-81374-8
- 「王国―君臨する光学 戴冠する空間」（青幻舎） 2001/04 ISBN 978-4-916094-45-2
- 監修「建築と私」（京都大学学術出版会 2001/08 ISBN 978-4-87698-424-4
- 「夢のまにまに夢をみる」（TOTO出版）2002/03 ISBN 4-88706-205-2
- 監修「建築と私2」（京都大学学術出版会） 2002/09 ISBN 978-4-87698-448-0
- 「Design Essence from Sketchbook 建築設計のための教科書」（京都大学学術出版界） 2005/08 ISBN 4-87698-658-4
- 「もうひとつの家」（インデックス・コミュニケーションズ） 2006/06 ISBN 978-4-7573-0389-8
- 監修「世界の高層建築まるわかり事典―古代から近未来まで」クリエイティブ・スイート編・構成（PHP研究所） 2008/05 ISBN 978-4-569-68773-5

## その他
- 新建築住宅設計競技など審査員を歴任。
- 高松伸の建築物語（KBS京都ラジオ 土曜17:30 - 18:00 2011年10月8日 - ） -アシスタント平野智美

## 高松事務所出身の建築家
- 梅林克
- 畑友洋